# Lijst van steden in Israël
Dit is de lijst van Israëlische steden, gerangschikt naar bevolkingsgrootte. Gegevens zijn gebaseerd op de census, bijgewerkt met het bevolkingsregister van december 2007, door het Israëlisch Centraal Bureau voor de Statistiek. Links staat de naam in het Nederlands, rechts in het Hebreeuws. Niet alle hier genoemde steden bevinden zich in Israël, sommige zijn in de bezette Palestijnse gebieden ("Westelijke Jordaanoever" en Oost-Jeruzalem ) gesticht en worden door de meeste staten van de VN en door de EU illegaal, want in strijd met het Internationaal Recht, geacht. Hun uiteindelijke status moet door onderhandelingen tussen Israël en de Palestijnse Autoriteit worden bepaald (voor de overige steden daar zie Lijst van steden in de Palestijnse gebieden). 
Een Israëlische plaats krijgt stadsrechten, mits deze de 20.000 inwoners passeert en/of de Israëlische minister van binnenlandse zaken de plaats stadrechten wil verlenen. Israël kent vier soorten gemeenten: een stad, een lokale raad, een regionale raad (dit is een soort federatieve plattelandsgemeente) en een industriële raad. Alleen het laatste soort is zeldzaam: er bestaan er maar twee.
1. Jeruzalem (746.300) ירושלים (het oostelijk deel: Westelijke Jordaanoever)
2. Tel Aviv-Jaffa (390.400) תל אביב-יפו
3. Haifa (265.900) חיפה
4. Risjon Letsion (224.500) ראשון לציון
5. Asjdod (207.300) אשדוד
6. Petach Tikwa (188.900) פתח תקווה
7. Beër Sjeva (186.600) באר שבע
8. Netanja (176.400) נתניה
9. Holon (169.000) חולון
10. Benee Brak (150.800) בני ברק
11. Ramat Gan (130.100) רמת גן
12. Bat Yam (129.600) בת ים
13. Asjkelon (109.100) אשקלון
14. Rehovot (106.200) רחובות
15. Herzliya (84.300) הרצלייה
16. Kefar Sava (81.800) כפר סבא
17. Hadera (77.200) חדרה
18. Raänana (73.100) רעננה
19. Bet Shemesh (72.300) בית שמש
20. Lod (67.200) לוד
21. Modi'ien-Makkabiem-Re'oet (66.700)
22. Nazareth (65.500) נצרת
23. Ramla (64.900) רמלה
24. Naharia (51.100) נהרייה
25. Kirjat Ata (49.700) קריית אתא
26. Givatayim (49.600) גבעתיים
27. Kirjat Gat (47.800) קריית גת
28. Eilat (46.900) אילת
29. Akko (46.100) עכו
30. Hod Hasjaron (45.600) הוד השרון
31. Karmiël (44.500) כרמיאל
32. Nazareth Illit (43.300) נצרת עילית
33. Umm al-Fahm (43.200) אום אל-פחם
34. Rahat (42.100) רהט
35. Tiberias (40.100) טבריה
36. Kirjat Motzkin (39.800) קריית מוצקין
37. Afula (39.300) עפולה
38. Kirjat Jam (38.400) קריית ים
39. Modi'in Illit (38.000) מודיעין עילית (Westelijke Jordaanoever)
40. Kirjat Bialik (37.100) קריית ביאליק
41. Rosj Haäjin (35.800) ראש העין
42. Ramat Hasjaron (35.600) רמת השרון
43. Dimona (33.900) דימונה
44. Javne (31.800) יבנה
45. Or Yehuda (31.600) אור יהודה
46. Taibe (31.000) טייבה
47. Shefa Amr (30.900) שפרעם
48. Baka-Jat (29.000 in twee gemeenten) בקעה-ג'ת, nieuwe stad ontstaan uit:
  1. de stad Baqa al-Gharbiyye (20.300) באקה אל-גרביה
  2. gemeente Jat (8700) ג'ת
49. Ma'ale Adoemim (27.000) מעלה אדומים (Westelijke Jordaanoever)
50. Safed (26.600) צפת
51. Ness Ziona (26.400) נס ציונה
52. Migdal haEmek (24.700) מגדל העמק
53. Tamra (24.500) טמרה
54. Arad (24.200) ערד
55. Kirjat Ono (24.200) קריית אונו
56. Ofakim (23.600) אופקים
57. Daliyat Al-Karmel-Isfiya (23.100 in twee gemeenten) דאלית אל כרמל-עספיא, ontstaan uit:
  1. gemeente Daliyat Al-Karmel (13.500) דאלית אל-כרמל
  2. gemeente Isfiya (9600) עספיא
58. Sachnin (23.000) סח'נין
59. Netivot (22.400) נתיבות
60. Jehud (22.300) יהוד
61. Beitar Illit (21.900) ביתר עילית (Westelijke Jordaanoever)
62. Kirjat Sjmona (21.900) קריית שמונה
63. Nesher (21.100) נשר
64. Ma'alot-Tarshicha (20.900) מעלות-תרשיחא
65. Sderot (19.800) שדרות
66. Tira (19.600) טירה
67. Kirjat Malachi (19.200) קריית מלאכי
68. Tirat Karmel (18.800) טירת כרמל
69. Ariël (16.500) אריאל (Westelijke Jordaanoever)
70. Beet She'an (16.000) בית שאן
71. Qalansawe (15.800) קלנסווה
72. Or Akiwa (15.700) אור עקיבא